# William Whiteley (Unternehmer)

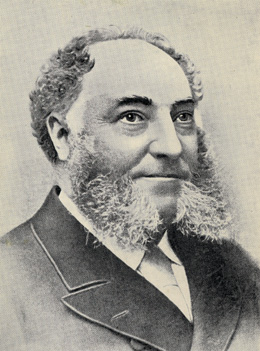
William Whiteley (ca. 1890)

William Whiteley (* 29. September 1831 in Agbrigg oder Purston; † 24. Januar 1907 in London) war ein britischer Unternehmer und Warenhausbesitzer. 1907 wurde er von einem Mann erschossen, der glaubte, sein Sohn zu sein.

## Biographie

### Beruflicher Werdegang
William Whiteley wurde als ältester Sohn des wohlhabenden Getreidehändlers William Whiteley und dessen Frau Elizabeth Rowland in Yorkshire geboren; er hatte zwei Schwestern und zwei Brüder. Mit 14 Jahren verließ er die Schule und arbeitete zwei Jahre lang auf dem Bauernhof eines Onkels, der sich schon zuvor um seinen Neffen gekümmert hatte. 1848 begann er bei Harnew und Glover in Wakefield eine Lehre als Tuchmachergehilfe. 1851 besuchte er die Weltausstellung in London im Crystal Palace, was bei ihm den Wunsch weckte, einen großen Laden zu eröffnen. 1855 ging er mit zehn Pfund nach London, um sich fachlich weiterzubilden: Zunächst arbeitete er für 15 Monate bei Willey & Co. in Ludgate, danach beim Großhandelsunternehmen Fore Street Warehouse und schließlich bei den Kurzwarenhändlern Leat & Sons. Während dieser Zeit lebte er äußerst sparsam.
Nachdem Whiteley 700 Pfund gespart hatte, eröffnete er 1863 in der Westbourne Grove Nr. 31 die „William Whiteley Limited Retail Company“ und bot Bänder und Modewaren an. Er begann mit zwei Angestellten. Das Geschäft expandierte rasch, was sowohl auf Whiteleys Geschick als auch auf die Eröffnung der nahe gelegenen Bayswater Station durch die Metropolitan Railway zurückzuführen war. Bis 1867 hatte Whiteley das Unternehmen erheblich erweitert: In den 1880er Jahren umfasste es 18 aneinandergrenzende Ladenlokale. Um zu symbolisieren, dass er alle Arten von Waren anbot, versah Whiteley den Namen seines Kaufhauses Whiteleys mit dem Zusatz The Universal Provider (Der Universalanbieter). Als bei ihm ein Elefant „bestellt“ wurde, konnte er diesen innerhalb eines Tages besorgen und anschließend damit werben, dass er „von der Stecknadel bis zum Elefanten alles“ liefern könne. Auch Queen Victoria und die königliche Familie zählten schließlich zu seinen Kunden.
Whiteleys Erfolg und seine Geschäftspraktiken zogen Anfeindungen von Ladenbesitzern in der Nachbarschaft nach sich. Zwischen 1882 und 1887 geriet Whiteleys mehrfach in Brand; der letzte Brand im Jahre 1887 galt als eines der heftigsten Feuer, die jemals in London ausgebrochen waren, und kostete drei Menschen das Leben. Whiteley setzte eine Belohnung von 3000 Pfund für die Überführung der Brandstifter aus, allerdings erfolglos. Das Warenhaus, das nun in einem Atemzug mit Harrods genannt wurde, blieb trotzdem weiter auf Erfolgskurs. Whiteley galt als strenger Arbeitgeber: So wurden Mitarbeiter, die gegen die zahlreichen Regeln verstießen, mit hohen Geldstrafen belegt und oft auch kurzfristig entlassen. 1899 hatte das Geschäft 6000 Mitarbeiter, einen Umsatz von 1 Million Pfund und wurde in eine Aktiengesellschaft umgewandelt. Der größte Teil der Aktien befand sich weiterhin im Besitz der Familie, und die beiden Whiteley-Söhne William und Frank saßen im Vorstand. Erst im Jahr 1909 wurden die Aktien öffentlich gezeichnet.

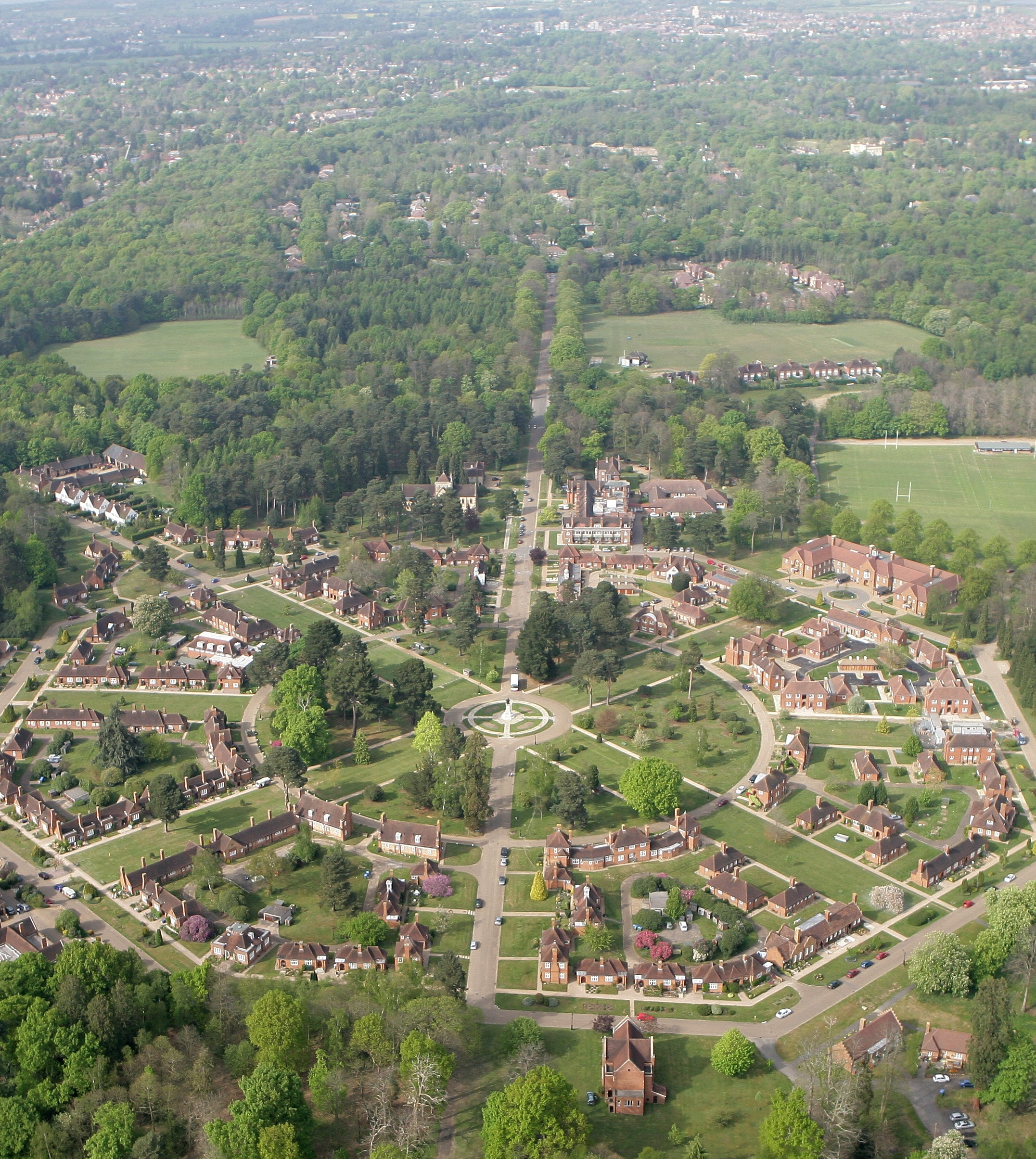
Luftansicht von Whiteley Village (2007)

1891 erwarb William Whiteley 200 Acres Land in Hanworth, südwestlich von London, und errichtete dort Fabriken für Lebensmittelverarbeitung. Im Jahr 1894 erwarb er ein weiteres, 34 Hektar großes Grundstück, das er als Modellbauernhof mit Musterwohnungen für die Landarbeiter anlegte. Auf seine Veranlassung hin wurde von Alfred Barnard ein Bericht über das Hanworth-Anwesen unter dem Titel Orchards and Gardens ancient and modern (1895) verfasst. 1876 gehörte er zu den Investoren des Veranstaltungsgebäudes Royal Aquarium.

### Privates und Tod
1862 hatte William Whiteley eine seiner ersten Angestellten, Harriet Sarah Hill, geheiratet; die Eheleute bekamen zwei Söhne und zwei Töchter. In den späten 1870er Jahren hatten er und ein befreundeter Finanzier, George Rayner, zwei Mätressen, die Schwestern Louisa und Emily Turner. Emily Turner war zunächst mit Whiteley liiert, lebte dann aber „unter dem Schutz“ von Rayner und brachte drei Kinder zur Welt, darunter den Sohn Horace George. 1881 trennten sich Whiteley und seine Frau Harriet offiziell (sie weigerte sich, sich scheiden zu lassen), und Whiteley kaufte anschließend in Kilburn ein Haus für Louisa Turner. 1885 bekamen sie einen gemeinsamen Sohn, Cecil Whiteley Turner (1885–1964). Diese Vorgänge waren ein gesellschaftlicher Skandal, der unter anderem dazu geführt haben soll, dass Whiteleys eheliche Töchter Ada und Clara niemals heirateten, da die Familie trotz ihres Vermögens nicht als „respektabel“ galt.
Am 24. Januar 1907 wurde Whiteley in seinem Büro von Horace Rayner aufgesucht, der nach einem Aufenthalt in Russland arbeitslos, bei schlechter Gesundheit und unterernährt war. Rayner forderte finanzielle Unterstützung von William Whiteley, da er glaubte, nicht George Rayner, sondern Whiteley sei sein Vater. Als Whiteley jegliche Hilfe ablehnte und die Polizei rufen wollte, wurde er von Rayner mit zwei Schüssen in den Kopf getötet. Anschließend richtete Rayner die Waffe gegen sich selbst und verletzte sich lebensgefährlich. Er konnte gerettet werden, verlor aber ein Auge. Rayner wurde zum Tode verurteilt, die Strafe aber später in 20 Jahre Zwangsarbeit umgewandelt. Er wurde in die Psychiatrie Broadmoor Hospital eingeliefert und von dort 1919 entlassen. Wenig später starb er.
William Whiteley, der 75 Jahre alt geworden war, wurde am 30. Januar 1907 in Kensal Green beigesetzt; 30.000 Menschen säumten die Straßen beim Trauerzug. Seine Ermordung machte europaweit Schlagzeilen. 1927 verkauften seine ehelichen Söhne Whiteleys an Harry Gordon Selfridge. Seit dem Zweiten Weltkrieg befand sich das Kaufhaus respektive die Immobilie nacheinander im Besitz verschiedener Unternehmen.

## Erbe und Erinnerung
Das Erbe von William Whiteley wurde auf fast 1,5 Millionen Pfund (inflationsbereinigt ca. 168,9 Millionen Pfund) geschätzt, und er vermachte unter anderem 1 Million Pfund für den Bau und die Instandhaltung von Häusern für pensionierte Kaufhausangestellte auf einem 225 Hektar großen Grundstück in Burhill, Surrey, Whiteley Village genannt.
2019 beschloss die City of Westminster, eine grüne Gedächtnisplakette für William Whiteley an dessen ehemaligem Wohnsitz 2 Kildare Terrace anbringen zu lassen.